# Ulf Granberg (serieskapare)
Ulf Leo Granberg, född 9 maj 1945 i Umeå, är en svensk serieförfattare, tidningsredaktör och förgrundsfigur på förlaget Semic Press (sedermera Egmont). Granberg är framför allt känd från tidningen Fantomen, som han 1972/1973 tog över som redaktör.

## Redaktör
Ulf Granberg är mest känd som långvarig redaktör för den svenska Fantomen-tidningen. Det första numret med Granberg som redaktör gavs ut 1973, och med honom vid rodret kom Team Fantomen (den svenska produktionen av Fantomenäventyr) igång på allvar. År 1986 lämnade Granberg redaktörsposten till Mats Jönsson, men fortsatte att vara ansvarig för Fantomenproduktionen och tog sig titeln Gammelredax. Vid årsskiftet 2003/2004 blev han åter redaktör för Fantomen, en funktion han hade fram till 2012 då han efterträddes av Mikael Sol.
Under årens lopp har Granberg även varit redaktör och ansvarig utgivare för många andra serietidningar. Han har bland annat varit drivande bakom tidningen Svenska Serier.
Granberg har också översatt en mängd serier, främst för de tidningar han själv jobbat med. Bland hans övriga översättningsarbeten kan nämnas albumutgåvan av Prins Valiant.

## Serieskapare
Granberg har skrivit ett trettiotal manus till Fantomen. Han har som redaktör varit inblandad i så gott som samtliga äventyr som producerats för den svenska tidningen.
Han har bidragit med manus och idéer till serier som Bacon & Egg, Achilles Wiggen, Tybalt och Det okända – myter och mysterier.

## Familj
Ulf Granberg är far till skådespelaren och författaren Fredde Granberg.

## Utmärkelser
- Svenska Serieakademins diplom 1979
- Unghunden 2007
- 2015 tilldelades han en Mini-Adamson.[6]

## Redaktörskap (urval)
- 1973–1986, 2003–2012 – Fantomen
- 1993–1996, 2003 – Fantomen Krönika